# Pellérdy László
Pellérdy László, születési nevén Pospesch László Pál Adolf) (Budapest, Erzsébetváros, 1907. november 11. – München, 1974. szeptember 6.) magyar állatorvos, parazitológus, az állatorvostudományok doktora (1961), a Magyar Tudományos Akadémia Állategészségügyi Kutató Intézetének tudományos munkatársa, a Magyar Parazitológusok Társasága elnökségének tagja, a "Society of Protozoologists" (USA), a "Deutsche Gesellschaft für Parasitologie" (NSZK) társaságok választott tagja, a "The Academy of Zoology" (Agra, India) meghívott tagja, a "Folia Parasitologica" (Csehszlovákia) folyóirat szerkesztőbizottságának tagja.

## Életpályája
Pospesch Adolf és Forbovszky Stefánia fiaként született. Középiskolai tanulmányait 1917 és 1925 között a Budapesti VII. kerületi Magyar Királyi Állami Madách Imre Főgimnáziumban végezte.
1929-ben szerezte meg oklevelét a budapesti Állatorvosi Főiskola hallgatójaként. Ekkor Kotlán Sándor parazitológiai intézetébe került. 1930–1937 között vidéki állatorvos volt. 1933-ban állatorvosdoktori oklevelet szerzett. 1937–1949 között a szentgotthárd–muraszombati, majd a bácsalmási járásban állatorvosként tevékenykedett. 1949–1951 között a budapesti Országos Állategészségügyi Intézetben a parazitológiai osztályt vezette. 1951-ben a Magyar Tudományos Akadémia Állategészségügyi Kutató Intézetében megszervezte és vezette a parazitológiai osztályt. 1973-ban nyugdíjba vonult.
A kórokozó véglények (protozoonok) közé tartozó coccidiumok tanulmányozása terén nemzetközi hírnevet szerzett. A müncheni nemzetközi parazitológiai kongresszus díszvendége volt, hazatérőben autóbaleset áldozata lett.
Az Új köztemetőben helyezték nyugalomra.

### Családja
1939-ben házasságot kötött Fittler Margit (1920–2004) fényképésszel.

## Művei
- A sertések orsóférgességének gazdasági jelentősége (1936)
- Kísérleti vizsgálatok a házinyúl májcoccidiosisáról (1937)
- A környezeti tényezők befolyása a parazitákkal való fertőzöttség elterjedésére (1954)
- A coccidiumok monográfiája (doktori értekezés, kézirat, Budapest, 1958)
- Összehasonlító vizsgálatok egyes szulfonamidok coccidiostatikus hatásáról (1959)
- A coccidiosisok gazdasági jelentősége (1959)
- Régi és új utak a baromficoccidiosis gyógykezelésében (1960)
- Adatok a maxima-coccidiosis ismeretéhez és hazai előfordulásához (1960)
- Vizsgálatok csirkék brunetti-coccidiosisának magyarországi előfordulásával kapcsolatban (1960)
- Gyógyszerrezisztens coccidium-törzsek előfordulásáról (1961)
- Baromficoccidiosis (Budapest, 1962)
- Összefüggés a csirkék A-vitaminellátottsága és a vakbél-coccidiosis között (1962)
- Baromfi-kokcidiózis (1962)
- A gyöngytyúk coccidiosisa (1962)
- Protozoa (Spórás véglények című fejezet, a Magyarország állatvilága sorozatban, Budapest, 1964)
- Baromfi-egészségtan (1976)